# Lista över vattenkraftverk i Sverige
Denna lista över vattenkraftverk i Sverige är ofullständig, men samtliga kraftverk med en effekt på minst 75 Megawatt ingår. (Listan kanske måste begränsas neråt vid 10 megawatt, eftersom antalet småskaliga vattenkraftverk i Sverige är stort.)
I tabellen ingår 30 kraftverk med effekt i området 100–200 MW vardera, 11 stycken med 200–400 MW, och 5 stycken med en effekt överstigande 400 MW. 
| Namn                    | Vattendrag         | Kommun              | Effekt (MW) | Årsproduktion (GWh) | Utnyttjandegrad (%) | Öppningsdatum |
| ----------------------- | ------------------ | ------------------- | ----------- | ------------------- | ------------------- | ------------- |
| Harsprånget             | Luleälven          | Jokkmokks kommun    | 818         | 2131                | 25                  | 1951          |
| Stornorrfors            | Umeälven           | Umeå kommun         | 599,4       | 2298                | 44                  | 1958          |
| Porjus                  | Luleälven          | Jokkmokks kommun    | 480         | 1233                | 29                  | 1915, 1975    |
| Letsi                   | Lilla Luleälven    | Jokkmokks kommun    | 456         | 1850                | 46                  | 1967          |
| Messaure                | Luleälven          | Jokkmokks kommun    | 446         | 1827                | 47                  | 1963          |
| Trängslet               | Österdalälven      | Älvdalens kommun    | 330         | 680                 | 24                  | 1960          |
| Ligga                   | Luleälven          | Jokkmokks kommun    | 324         | 791                 | 28                  | 1954          |
| Vietas                  | Luleälven          | Gällivare kommun    | 320         | 1123                | 40                  | 1971          |
| Ritsem                  | Luleälven          | Gällivare kommun    | 305         | 491                 | 18                  | 1977          |
| Kilforsen               | Fjällsjöälven      | Sollefteå kommun    | 288         | 970                 | 38                  | 1954          |
| Porsi                   | Luleälven          | Jokkmokks kommun    | 280         | 1145                | 47                  | 1961          |
| Krångede                | Indalsälven        | Ragunda kommun      | 248         | 1570                | 72                  | 1936          |
| Seitevare               | Lilla Luleälven    | Jokkmokks kommun    | 225         | 787                 | 40                  | 1967          |
| Harrsele                | Umeälven           | Vännäs kommun       | 223         | 950                 | 49                  | 1957          |
| Gallejaur               | Skellefteälven     | Norsjö kommun       | 219         | 705                 | 37                  | 1964          |
| Laxede                  | Luleälven          | Bodens kommun       | 200         | 855                 | 49                  | 1962          |
| Hjälta                  | Faxälven           | Sollefteå kommun    | 178         | 983                 | 63                  | 1952          |
| Hojum                   | Göta älv           | Trollhättans kommun | 176         | Okänt               | Okänt               | 1943          |
| Bergeforsen             | Indalsälven        | Timrå kommun        | 168         | 735                 | 50                  | 1955          |
| Forsmo                  | Ångermanälven      | Sollefteå kommun    | 160         | 730                 | 52                  | 1948, 1957    |
| Sällsjö                 | Indalsälven        | Åre kommun          | 160         | 350                 | 25                  | 1967          |
| Akkats                  | Lilla Luleälven    | Jokkmokks kommun    | 158         | 565                 | 41                  | 1973          |
| Ramsele                 | Faxälven           | Sollefteå kommun    | 157         | 869                 | 63                  | 1958          |
| Långå                   | Ljusnan            | Härjedalens kommun  | 156         | 400                 | 29                  | 1973          |
| Midskog                 | Indalsälven        | Ragunda kommun      | 150         | 725                 | 55                  | 1944, 1956    |
| Lasele                  | Ångermanälven      | Sollefteå kommun    | 149,6       | 1002                | 76                  | 1957          |
| Hölleforsen             | Indalsälven        | Ragunda kommun      | 148         | 720                 | 56                  | 1949          |
| Kvistforsen             | Skellefteälven     | Skellefteå kommun   | 140         | 500                 | 41                  | 1962          |
| Moforsen                | Ångermanälven      | Sollefteå kommun    | 139         | 641                 | 53                  | 1968          |
| Olidan                  | Göta älv           | Trollhättans kommun | 135         | 1260                |                     | 1914          |
| Stadsforsen             | Indalsälven        | Ragunda kommun      | 132,5       | 841                 | 72                  | 1939, 1952    |
| Storfinnforsen          | Faxälven           | Sollefteå kommun    | 132         | 543                 | 47                  | 1954          |
| Vargfors                | Skellefteälven     | Norsjö kommun       | 131         | 450                 | 39                  | 1961          |
| Stalon                  | Ångermanälven      | Vilhelmina kommun   | 130,2       | 548                 | 48                  | 1961          |
| Höljes                  | Klarälven          | Torsby kommun       | 130         | 530                 | 47                  | 1962          |
| Korsselsbränna          | Fjällsjöälven      | Strömsunds kommun   | 130         | 428                 | 38                  | 1961          |
| Älvkarleby              | Dalälven           | Älvkarleby kommun   | 126         | 530                 | 48                  | 1917, 1991    |
| Bastusel                | Skellefteälven     | Malå kommun         | 120         | 557                 | 53                  | 1972          |
| Olden                   | Långan             | Krokoms kommun      | 116         | 340                 | 33                  | 1975          |
| Järpströmmen            | Järpströmmen       | Åre kommun          | 114         | 415                 | 42                  | 1944          |
| Krokströmmen            | Ljusnan            | Härjedalens kommun  | 113         | 522                 | 53                  | 1952          |
| Nämforsen               | Ångermanälven      | Sollefteå kommun    | 113         | 453                 | 46                  | 1947, 1973    |
| Tuggen                  | Umeälven           | Lycksele kommun     | 110         | 441                 | 46                  | 1962          |
| Torpshammar             | Gimån              | Ånge kommun         | 110         | 350                 | 36                  | 1943, 1975    |
| Grundfors kraftstation  | Umeälven           | Storumans kommun    | 103,5       | 492                 | 54                  | 1958          |
| Järnvägsforsen          | Ljungan            | Ånge kommun         | 100         | 420                 | 48                  | 1976          |
| Långbjörn               | Ångermanälven      | Sollefteå kommun    | 97          | 431                 | 51                  | 1960          |
| Järkvissle              | Indalsälven        | Sundsvalls kommun   | 96,5        | 451                 | 53                  | 1959          |
| Stensjön                | Hårkan             | Krokoms kommun      | 95          | 204                 | 25                  | 1968          |
| Umluspen                | Umeälven           | Storumans kommun    | 94          | 401                 | 49                  | 1957          |
| Bålforsen               | Umeälven           | Lycksele kommun     | 88          | 492                 | 64                  | 1958          |
| Randi                   | Lilla Luleälven    | Jokkmokks kommun    | 86          | 226                 | 30                  | 1976          |
| Hällby                  | Ångermanälven      | Sollefteå kommun    | 84          | 340                 | 46                  | 1970          |
| Svarthålsforsen         | Indalsälven        | Ragunda kommun      | 80          | 430                 | 61                  | 1954          |
| Hammarforsen            | Indalsälven        | Ragunda kommun      | 79          | 549                 | 79                  | 1928, 1941    |
| Boden                   | Luleälven          | Bodens kommun       | 78          | 455                 | 67                  | 1971          |
| Bjurfors nedre          | Umeälven           | Vindelns kommun     | 78          | 348                 | 51                  | 1959          |
| Näverede                | Indalsälven        | Ragunda kommun      | 75,6        | 349                 | 53                  | 1955          |
| Hissmofors              | Indalsälven        | Krokoms kommun      | 91,5        | 320                 |                     | 1897, 2013    |
| Ajaure                  | Umeälven           | Storumans kommun    | 75          | 280                 | 43                  | 1967          |
| Trångforsen             | Ljungan            | Bergs kommun        | 73          | 258                 | 40                  | 1974          |
| Dönje                   | Ljusnan            | Bollnäs kommun      | 72          | 340                 | 54                  | 1953, 1966    |
| Gejmån                  | Umeälven           | Storumans kommun    | 65,7        | 265                 | 46                  | 1969          |
| Sollefteå               | Ångermanälven      | Sollefteå kommun    | 62          | 298                 | 55                  | 1966          |
| Gardikfors              | Umeälven           | Storumans kommun    | 60          | 287                 | 55                  | 1963          |
| Rätan                   | Ljungan            | Bergs kommun        | 60          | 227                 | 43                  | 1968          |
| Laforsen                | Ljusnan            | Ljusdals kommun     | 57          | 330                 | 66                  | 1953, 1966    |
| Kymmens kraftverk       | Kymmen och Rottnen | Sunne kommun        | 56,5        | 137                 |                     | 1987          |
| Långströmmen            | Ljusnan            | Härjedalens kommun  | 52          | 255                 | 56                  | 1961          |
| Norränge                | Ljusnan            | Bollnäs kommun      | 50          | 280                 | 64                  | 1963          |
| Sikfors                 | Piteälven          | Piteå kommun        | 40          | 184                 |                     | 1911, 1990    |
| Lilla Edet              | Göta älv           | Lilla Edets kommun  | 39          | 220                 | 64                  | 1926, 1982    |
| Höljebro gamla          | Ljusnan            | Söderhamns kommun   | 39          | 195                 | 57                  | 1932          |
| Ljusne Strömmar         | Ljusnan            | Söderhamns kommun   | 36,4        | 245                 | 77                  | 1945, 1986    |
| Sveg                    | Ljusnan            | Härjedalens kommun  | 36          | 155                 | 49                  | 1975          |
| Lettens vattenkraftverk | Letten/Klarälven   | Torsby kommun       | 36          | 65                  |                     | 1956          |
| Alfta (Malvik)          | Voxnan             | Ovanåkers kommun    | 32,4        | 110                 | 39                  | 1946, 1994    |
| Karseforsen             | Lagan              | Laholms kommun      | 31          | 130                 | 48                  | 1930          |
| Holmen                  | Motala ström       | Norrköpings kommun  | 29          | 112                 | 44                  | 1990          |
| Öjeforsen               | Ljusnan            | Ljusdals kommun     | 27          | 160                 | 68                  | 1967          |
| Klippen                 | Umeälven           | Storumans kommun    | 27          | 100                 | 42                  | 1994          |
| Juktan                  | Umeälven           | Sorsele kommun      | 26          | 90                  | 40                  | 1979, 1996    |
| Storåströmmen           | Ljusnan            | Härjedalens kommun  | 25          | 150                 | 68                  | 1962          |
| Betsele                 | Umeälven           | Lycksele kommun     | 25          | 145                 | 66                  | 1965          |
| Höljebro                | Ljusnan            | Söderhamns kommun   | 24          | 110                 | 52                  | 2001          |
| Halvfari                | Ljusnan            | Härjedalens kommun  | 24          | 80                  | 38                  | 1978          |
| Malfors                 | Motala ström       | Linköpings kommun   | 21          | 79,6                | 43                  | 1936          |
| Flåsjö                  | Ljungan            | Bergs kommun        | 20          | 73                  | 42                  | 1974          |
| Bergvik                 | Ljusnan            | Söderhamns kommun   | 16,2        | 107                 | 75                  | 1961          |
| Byarforsen              | Ljusnan            | Härjedalens kommun  | 16          | 87                  | 62                  | 1975          |
| Ljusnefors              | Ljusnan            | Söderhamns kommun   | 14,5        | 100                 | 79                  | 1976          |
| Lottefors               | Ljusnan            | Bollnäs kommun      | 13,76       | 67,5                | 56                  | 1958          |
| Motala                  | Motala ström       | Motala kommun       | 12,0        | 41                  | 39                  | 1921          |
| Landafors               | Ljusnan            | Bollnäs kommun      | 11,2        | 65                  | 66                  | 1976          |
| Skärblacka              | Motala ström       | Norrköpings kommun  | 10,5        | 50,5                | 55                  | 1988          |